# Milledgeville (Ohio)
Milledgeville es una villa ubicada en el condado de Fayette en el estado estadounidense de Ohio. En el Censo de 2010 tenía una población de 112 habitantes y una densidad poblacional de 428,15 personas por km².

## Geografía
Milledgeville se encuentra ubicada en las coordenadas 39°35′38″N 83°35′15″O / 39.59389, -83.58750. Según la Oficina del Censo de los Estados Unidos, Milledgeville tiene una superficie total de 0.26 km², de la cual 0.26 km² corresponden a tierra firme y (0%) 0 km² es agua.

## Demografía
Según el censo de 2010, había 112 personas residiendo en Milledgeville. La densidad de población era de 428,15 hab./km². De los 112 habitantes, Milledgeville estaba compuesto por el 95.54% blancos, el 1.79% eran afroamericanos, el 0% eran amerindios, el 0.89% eran asiáticos, el 0% eran isleños del Pacífico, el 0.89% eran de otras razas y el 0.89% pertenecían a dos o más razas. Del total de la población el 0% eran hispanos o latinos de cualquier raza.